# Hugh Porter
Hugh William Porter, MBE (nascido em 27 de janeiro de 1940) é um dos maiores ex-ciclistas profissionais do Reino Unido, ganhando quatro títulos mundiais na perseguição por equipes – mais que qualquer outro ciclista – bem como uma medalha de ouro nos Jogos da Commonwealth em 1966. Atuou como profissional entre 1967 a 1979.
Porter defendeu as cores do Reino Unido em duas provas nos Jogos Olímpicos de 1964, em Tóquio.
Atualmente, ele é um comentarista sobre eventos de ciclismo, trabalhando principalmente para a BBC e ITV.